# Ammaia

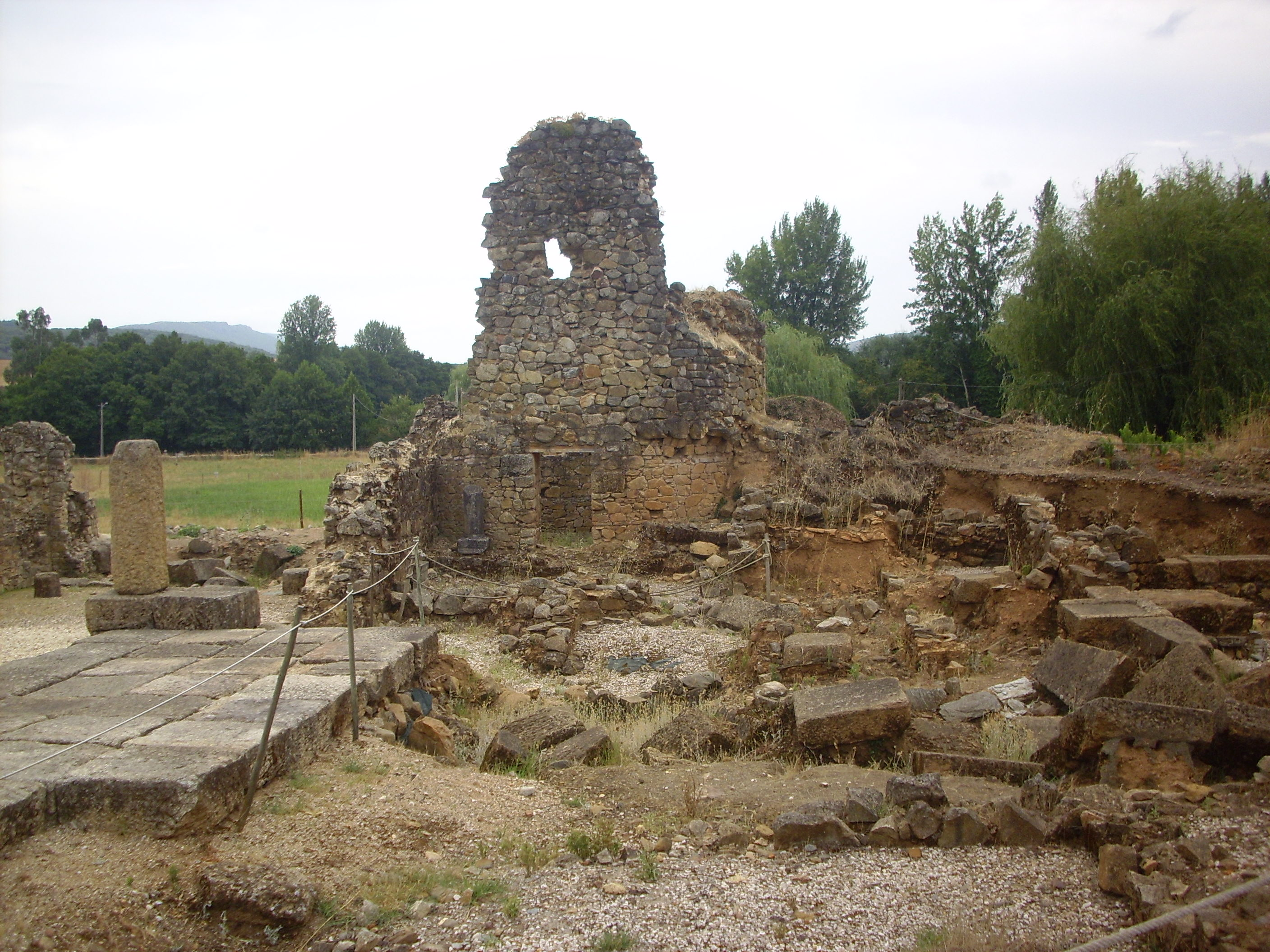
Ruiny wieży przy południowej bramie do miasta

Ammaia – starożytne miasto rzymskie na Półwyspie Iberyjskim, którego ruiny znajdują się obecnie na terenie sołectwa São Salvador da Aramenha w gminie Marvão w dystrykcie Portalegre w Portugalii.
Miasto, położone na lewym brzegu rzeki Sever, założone zostało w I wieku. W 44/45 roku otrzymało status civitas, zaś za rządów Nerona municipium. Ammaia była niewielką osadą, liczącą w szczytowym okresie około 2000 mieszkańców. W IV wieku miasto przeszło znaczną przebudowę, jednak po upadku Cesarstwa rzymskiego zaczęło się stopniowo wyludniać. Ostatecznie opustoszało przed IX wiekiem. Ponieważ w późniejszych stuleciach na terenie Ammai nie kontynuowano osadnictwa, z czasów rzymskich zachowały się rozległe ruiny.
W epoce nowożytnej ruiny Ammai stały się miejscem pozyskiwania budulca dla okolicznych wsi. W 1994 roku na stanowisku rozpoczęły się prace archeologiczne. Z czasów rzymskich zachowały się ruiny forum, term, świątyni, teatru, sieci drogowej i obwarowanej dwoma wieżami bramy miejskiej.